# Personaggi secondari de I Soprano
Questa voce riguarda i personaggi secondari della serie televisiva statunitense I Soprano (1999-2007), che intrattengono fra loro relazioni di parentela e amicizia o che ruotano comunque attorno alla famiglia dei personaggi principali. Questa lista non comprende i personaggi principali, elencati qui, né altri personaggi elencati nelle voci Famiglia DiMeo, Famiglia Lupertazzi e FBI (I Soprano).

## Famiglie Soprano-Moltisanti

### Brian Cammarata
- Interprete: Matthew Del Negro
- Appare negli episodi 43, 44, 45, 46, 47, 51, 52, 60, 81

Cugino di Carmela e promotore finanziario. Brian aiuta Carmela a investire denaro in un'assicurazione sulla vita, quando la cugina si dimostra preoccupata per il proprio futuro e quello dei bambini nel caso accadesse qualcosa a Tony.
Involontariamente dà anche l'idea a Tony per una lucrosa speculazione edilizia. Nella stagione 6 si vede brevemente in un'unica scena, assieme alla moglie incinta, nella casa fatta costruire da Carmela.

### Quintina Pollio Blundetto
- Interprete: Barbara Andres e Rae Allen

Sorella più giovane di Livia (quindi zia di Tony) e madre di Tony Blundetto: è con Livia all'aeroporto quando l'FBI le ferma perché in possesso di biglietti aerei rubati. Quando il figlio esce dal carcere e si stabilisce, con i due figli gemelli, a casa di Quintina, lei si dimostra sempre ansiosa, nervosa e oltremodo apprensiva.

### Hugh De Angelis
- Interprete: Tom Aldredge
- Doppiatore: Pietro Biondi

Padre di Carmela: ultrasettantenne, è stato sposato per più di 40 anni con Mary e vive a West Orange (New Jersey).
Imprenditore edile, di fatto in pensione ma ancora attivo (contribuisce a costruire la casa che Carmela poi vende), è colui che ha costruito la casa dei coniugi Soprano.
Hugh e Mary partecipano alle rituali cene domenicali di casa Soprano e durante la fase della separazione di Tony e Carmela prende spesso posizione a favore di Tony nelle discussioni: uomo dai valori tradizionali, ribadisce sempre in questi casi la necessità di aver "l'uomo di casa" presente. Ha sempre avuto un rapporto più che buono con Tony, mentre con la figlia sono stati diversi i momenti di scontro.

### Mary Pellegrino De Angelis
- Interprete: Suzanne Shepherd
- Doppiatrice: Emanuela Amato

Madre di Carmela e quindi suocera di Tony, ha un legame abbastanza conflittuale con la figlia, che si acuisce nei momenti di tensione.

### Tom Giglione
- Interprete: Ed Vassallo.

Marito di Barbara Soprano.

### Barbara Soprano Giglione
- Interprete: Nicole Burdette, Danielle Di Vecchio

La sorella più giovane di Tony che vive a Brewster (New York). Barbara non intrattiene legami criminali col fratello e si è sempre tenuta lontano dalle attività mafiose della famiglia. La si vede principalmente in occasione di funzioni quali matrimoni e funerali. Ha due bambini con il marito, Tom.

### Kelli Lombardo Moltisanti
- Interprete: Cara Buono.

Moglie di Christopher Moltisanti.

### Joanne Moltisanti
- Interprete: Nancy Cassaro (2000) e Marianne Leone Cooper (dal 2002).

Madre di Christopher Moltisanti.

### Altri personaggi delle famiglie Soprano e Moltisanti
- Alfred "Al" Blundetto: questo personaggio viene solo citato nell'episodio Il cugino di Tony e viene indicato come il padre di Tony Blundetto. Anche Ercole "Eckly" Soprano, Corrado Soprano, Sr., Richard "Dickie" Moltisanti (padre di Christopher) e Harpo "Hal" vengono solo citati e mai interpretati;
- Domenica Baccalieri: interpretata da Kimberly Laughlin e Brianna Laughlin, viene spesso chiamata Nica. Si tratta della nipotina di Tony, figlia di Janice e Bobby Bacala. Nella realtà, le due bambine interpreti di Nica sono le figlie delle star del wrestling Tommy Dreamer e Beulah McGillicutty.

## Le amanti

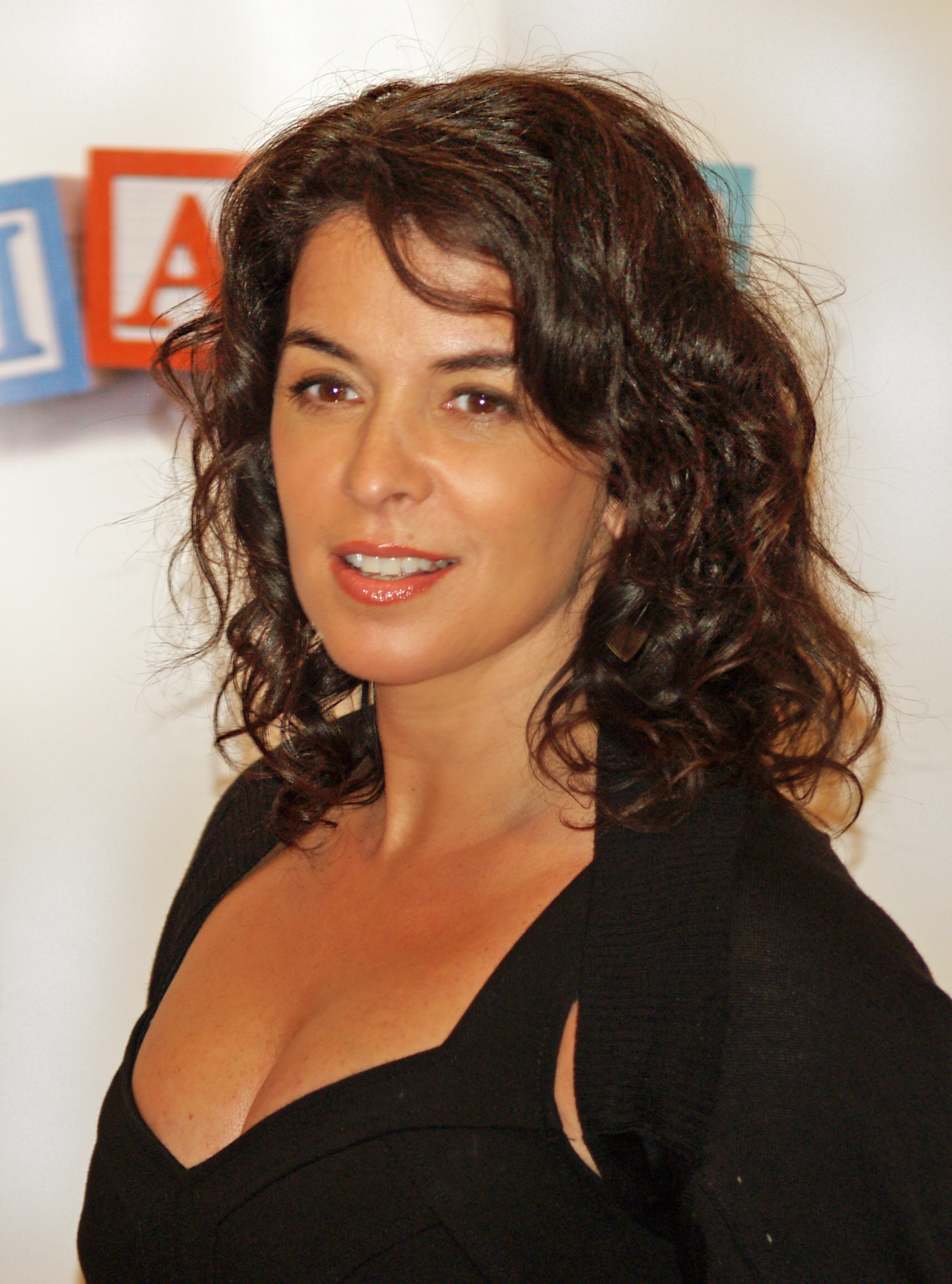
Annabella Sciorra - Gloria Trillo

Seguendo una tradizione consolidata tra i maschi della Famiglia mafiosa (se ne accenna numerose volte nei dialoghi), oltre alla famiglia tradizionale c'è la presenza della cosiddetta "commare", un'amante fissa che pretende (e ottiene, il più delle volte) le medesime attenzioni riservate alle mogli. Tranne Bobby, eccezione alla regola, e Chris, che preferisce avventure saltuarie, tutti i mafiosi dei Soprano hanno la loro commare.
È la medesima situazione riscontrabile in Quei bravi ragazzi di Martin Scorsese, il film-riferimento della serie di David Chase, dove il protagonista Henry Hill intrattiene una vera e propria doppia vita coniugale.
Le mogli sono di norma consapevoli della cosa (così come nel film lo era Karen, moglie di Hill): Carmela, Gabriella, Angie Bonpensiero, Marie, mogli dei protagonisti, discutono malvolentieri della situazione e tacitamente la "accettano", seguendo sempre il solco di questa particolare tradizione criminale.
Solo Carmela si ribella alla situazione, una volta infatuatasi del sicario di Tony, Furio Giunta.
Durante la serie, sono in scena diverse commari e numerose amanti, più o meno fisse: per il ruolo e le conseguenze nella vita di Tony la più importante è di certo Gloria Trillo.

### Svetlana Kirilenko
- Interprete: Alla Kliouka Schaffer

Cugina di Irina, priva di una gamba, è stata la badante di Livia Soprano.

### Valentina La Paz
- Interprete: Leslie Bega

### Irina Peltsin
- Interprete: Oksana Babiy e Siberia Federico

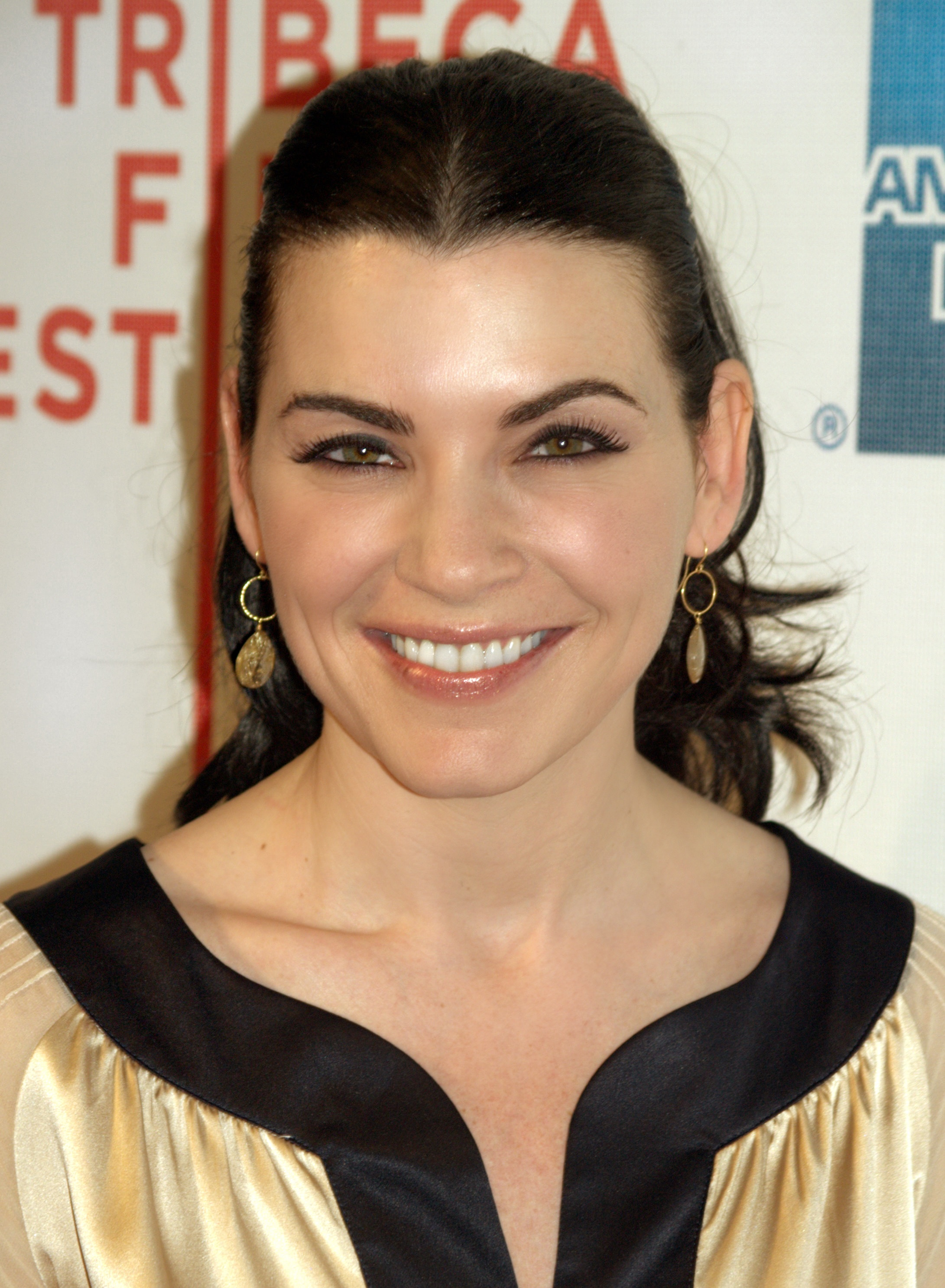
Julianna Margulies - Julianna Skiff

### Julianna Skiff
- Interprete: Julianna Margulies
- Doppiatrice: Alessandra Cassioli
- Appare negli episodi 73, 74, 77 e 83.

Donna d'affari, ex tossicodipendente, non avrà una vera e propria relazione con Tony, ma con suo nipote Christopher.

### Tracee
- Interprete: Ariel Kiley

Tracee appare in un unico e drammatico episodio, per il quale molti telespettatori, per protesta, rescissero il loro abbonamento alla tv via cavo HBO, emittente della serie. Spogliarellista e amante, in seguito incinta, di Ralph Cifaretto, viene massacrata a pugni e calci nel parcheggio del Bada Bing.

## Amici di Carmela

### Padre Phil Intintola
- Interprete: Michael Santoro (solo episodio pilota) e Paul Schulze.
- Doppiatore: Gianni Bersanetti

Prete e guida spirituale di Carmela Soprano.

### Vic Musto
- Interprete: Joe Penny

Cognato di David Scatino.

### Robert Wegler
- Interprete: David Strathairn
- Doppiatore: Gaetano Varcasia

Preside della scuola di Anthony Jr., avrà una relazione con Carmela Soprano.

## Relazioni di famiglia

### Aaron Arkaway
- Interprete: Turk Pipkin

Amico di Janice, soffre di narcolessia.

### Carter Chong
- Interprete: Ken Leung
- Doppiatore: Emiliano Coltorti

È un ragazzo ricoverato al centro psichiatrico insieme a Corrado Soprano.

### Jeannie Cusamano
- Interprete: Saundra Santiago

Moglie del Dr. Cusamano.

### Fanny
- Interprete: Marcia Haufrecht

### Fran Felstein
- Interprete: Polly Bergen

### Coach Molinaro
- Interprete: Charlye Scalies

### George Piocosta
- Interprete: Sal Petraccione

### Roberta "Bobbi" Sanfillipo
- Interprete: Robyn Peterson

### David Scatino
- Interprete: Robert Patrick
- Doppiatore: Luca Ward
- Appare nell'episodio 19, 23 e 26.

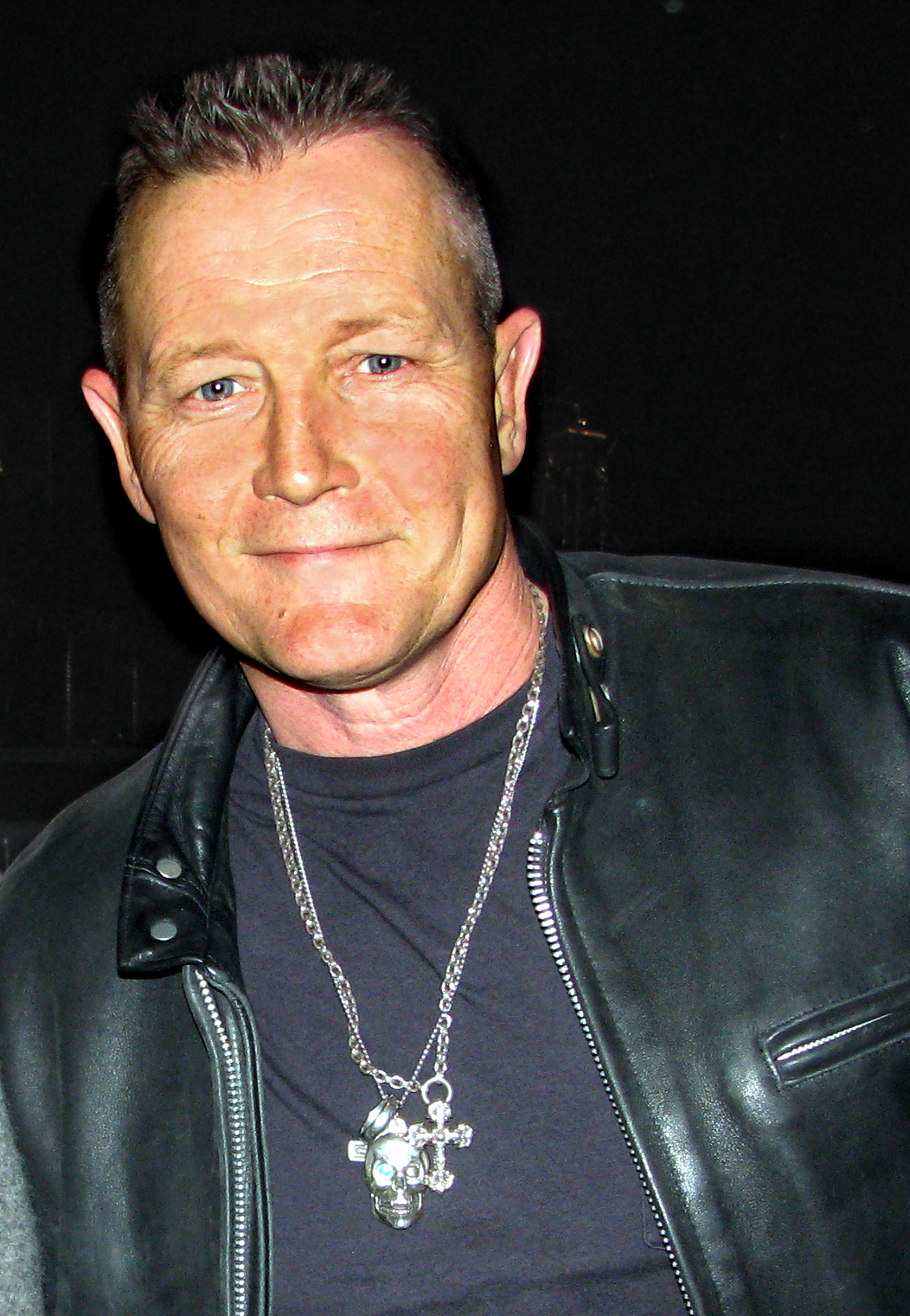
Robert Patrick - David Scatino

È un amico ed ex compagno di classe di Tony Soprano e Artie Bucco, dipendente dal gioco d'azzardo, suo figlio va a scuola con Meadow Soprano. Contrarrà un forte debito di gioco, prima con Richie Aprile e infine con Tony. Non potendo in nessun modo far fronte alla forte somma, entrambi andranno a rilevare la sua attività, ed usandola come base faranno acquistare a David grandi quantità di merce tra cui biglietti aerei di linea, ripulendo tutti fondi fiduciari dell'attività, al punto che David dovrà dichiarare il fallimento per evitare l'arresto per il reato di bancarotta fraudolenta.
Successivamente in preda alla disperazione chiederà aiuto al fratello della moglie, il quale si prenderà carico delle spese per l'istruzione del figlio di David, Eric Scatino, non appena David stesso gli confesserà di essersi giocato, oltre a tutto il patrimonio, anche i soldi che erano destinati al College del figlio.
La moglie lo lascerà da lì a breve, e all'ultima puntata della seconda stagione dirà a Tony che si trasferirà, a detta sua, in un ranch vicino a Las Vegas, dopodiché non si verrà a sapere più nulla di lui.
In seguito, durante una discussione con Meadow, Tony scopre che David è stato rinchiuso in un manicomio.

### Francis Satriale
- Interprete: Lou Bonacki
- Appare nell'episodio 29

Francis Satriale (a cui spesso si fa riferimento semplicemente come "sign. Satriale") era il proprietario della macelleria omonima che viene usata dai DiMeo come ritrovo e quartier generale per le attività criminali.
Appare solo in una scena in flashback in un unico episodio, ma si fa spesso riferimento a lui nel corso delle stagioni.
Negli anni sessanta Francis aveva un grosso debito di gioco nei confronti di Johnny Boy Soprano, il padre di Tony: Johnny Boy si reca col fratello Corrado a riscuotere una parte del debito, ma il sign. Satriale non ha i soldi.
Johnny taglia quindi le dita di una mano a Satriale e la scena viene vista dal piccolo Tony: alla sera, a casa, alla vista della carne messa in tavola, Tony ha il suo primo attacco di panico.
Nell'ep. 36 viene raccontato da Paulie che il sign. Satriale si fece in seguito "saltare le cervella", presumibilmente per i debiti accumulati nei confronti della famiglia mafiosa, come si evince dal contesto della narrazione.

## Relazioni nella banda Soprano

### Kelli Aprile
- Interprete: Melissa Marsala.

Figlia di Jackie Aprile Sr. e sorella di Jackie Aprile Jr.

### Robert "Bobby" Baccalieri III
- Interprete: Angelo Massagli.

Figlio di Bobby Baccalieri.

### Karen Baccalieri
- Interprete: Christine Pedi
- Appare negli episodi 40 e 42

Moglie di Bobby Baccalieri (prima di Janice), perita in un incidente stradale nel 2002. Madre di Bobby Jr e Sophia. È amica di Carmela, Rosalie, Angie e Gabriella e si vede nelle scene in cui preparano le raccolte di fondi per la chiesa. L'ultima teglia di pasta preparata da Karen diviene pretesto narrativo di un episodio, in quanto Bobby si rifiuta di mangiarla, sentendosi in colpa per l'incidente di Karen, e Janice insiste ripetutamente perché la mangi, superando così il suo lutto.

### Sophia Baccalieri
- Interprete: Lexie Sperduto e Miryam Coppersmith.

Figlia di Bobby Baccalieri.

### Justin & Jason Blundetto
- Interprete: Dennis Aloia (Justin)

Figli gemelli di Tony Blundetto.

### Kelly Blundetto
- Interprete:

Figlia di Tony Blundetto.

### Louise Blundetto
- Interprete: Judy Del Giudice

Compagna di Tony Blundetto.

### Justin Cifaretto
- Interprete: Dane Curley

Figlio di Ralph Cifaretto.

### Angie Bonpensiero
- Interprete: Toni Kalem

Moglie di Sal "Big Pussy" Bonpensiero.

### Edward "Duke" Bonpensiero
- Interprete: Philip Larocca.

### Kevin Bonpensiero
- Interprete: Giancarlo "John" Giunta

### Matt Bonpensiero
- Interprete: Steve Porcelli

### Gabriella Dante[3]
- Interprete: Maureen Van Zandt

Moglie di Silvio Dante (gli attori che interpretano la coppia sono realmente sposati).

### Heather Dante
- Interprete: Jackie Tohn

Figlia di Silvio Dante.

### Benny Fazio, Sr.
- Interprete: Mario D'Elia

Padre di Benny Fazio.

### Connie Fazio
- Interprete: Judy Prianti

Madre di Benny Fazio.

### Jen Fazio
- Interprete: Kristin Cerelli

Moglie di Benny Fazio.

### Jason Gervasi
- Interprete: Joseph Perrino
- Doppiatore: Simone Crisari

Figlio di Carlo Gervasi, amico di Anthony Jr.

### Marianucci Gualtieri
- Interprete: Frances Ensemplare

Madre (adottiva) di Paulie Gualtieri.

### Minn Matrone
- Interprete: Fran Anthony

È una anziana nella casa di riposo dove si trova la mamma di Paulie.

### JoJo Palmice
- Interprete: Michelle Santopietro

Compagna di Mickey Palmice.

### Donna Parisi
- Interprete: Anna Mancini e Donna Pescow (ep. 86).

Moglie di Patsy Parisi.

### Jason Parisi
- Interprete: Michael Drayer
- Appare negli episodi 82, 83, 86.

Figlio di Patsy Parisi, amico di Anthony Jr.

### Patrick Parisi
- Interprete: Daniel Sauli

Figlio primogenito di Patsy Parisi, avrà una relazione con Meadow Soprano.

### Ally Pontecorvo
- Interprete: Grace Van Patten

Figlia di Eugene Pontecorvo.

### Deanna Pontecorvo
- Interprete: Suzanne DiDonna

Moglie di Eugene Pontecorvo.

### Robby Pontecorvo
- Interprete: Thomas Russo

Figlio tossicodipendente di Eugene Pontecorvo.

### Francesca Spatafore
- Interprete: Paulina Gerzon

### Marie Spatafore
- Interprete: Elizabeth Bracco

Moglie di Vito Spatafore.

### Vito Spatafore, Jr.
- Interprete: Brandan Hannan

Figlio di Vito Spatafore.

### MacKenzie Trucillo
- Interprete: Danielle Cautela

#### Jim "Johnny Cakes" Witowski
- Interprete: John Costelloe
- Doppiatore: Pasquale Anselmo

Fidanzato di Vito Spatafore durante la sua fuga dal New Jersey.

## Relazioni nella banda Lupertazzi

### Eric DeBenedetto
- Interprete: Adam Mucci

Genero di Johnny Sack.

### Charlie Garepe
- Interprete: Jimmy Collins

Figlio di Angelo Garepe.

### Patty Leotardo
- Interprete: Geraldine LiBrandi

Moglie di Phil Leotardo.

### Nicole Lupertazzi
- Interprete: Allison Dunbar

Moglie di Little Carmine Lupertazzi.

### Gianna Millio
- Interprete: Merel Julia

Moglie di Rusty Millio.

### Allegra Marie Sacramoni
- Interprete: Caitlin Van Zandt

Figlia di Johnny Sack.

### Catherine Sacramoni
- Interprete: Cristin Milioti

Figlia di Johnny Sack.

### Ginny Sacramoni
- Interprete: Denise Borino.

Moglie di Johnny Sack, soffre di obesità. Il marito arriverà a chiedere l'uccisione, negata dal boss, di Ralph Cifaretto a causa di una battuta sulla corpulenza di Ginny.

## Amici di Meadow

### Finn DeTrolio
- Interprete: Will Janowitz

Fidanzato di Meadow dopo Jackie Aprile Jr.

### Don Hauser
- Interprete: Kevin O'Rourke

Allenatore di calcio di Meadow ai tempi del liceo.

### Caitlin Rucker
- Interprete: Ari Graynor

### Hunter Scangarelo
- Interprete: Michelle DeCesare

### Noah Tannenbaum
- Interprete: Patrick Tully

Fidanzato di colore di Meadow.

### Ally Vandermeed
- Interprete: Cara Jedell

## Amici di AJ

### Rhiannon Flammer

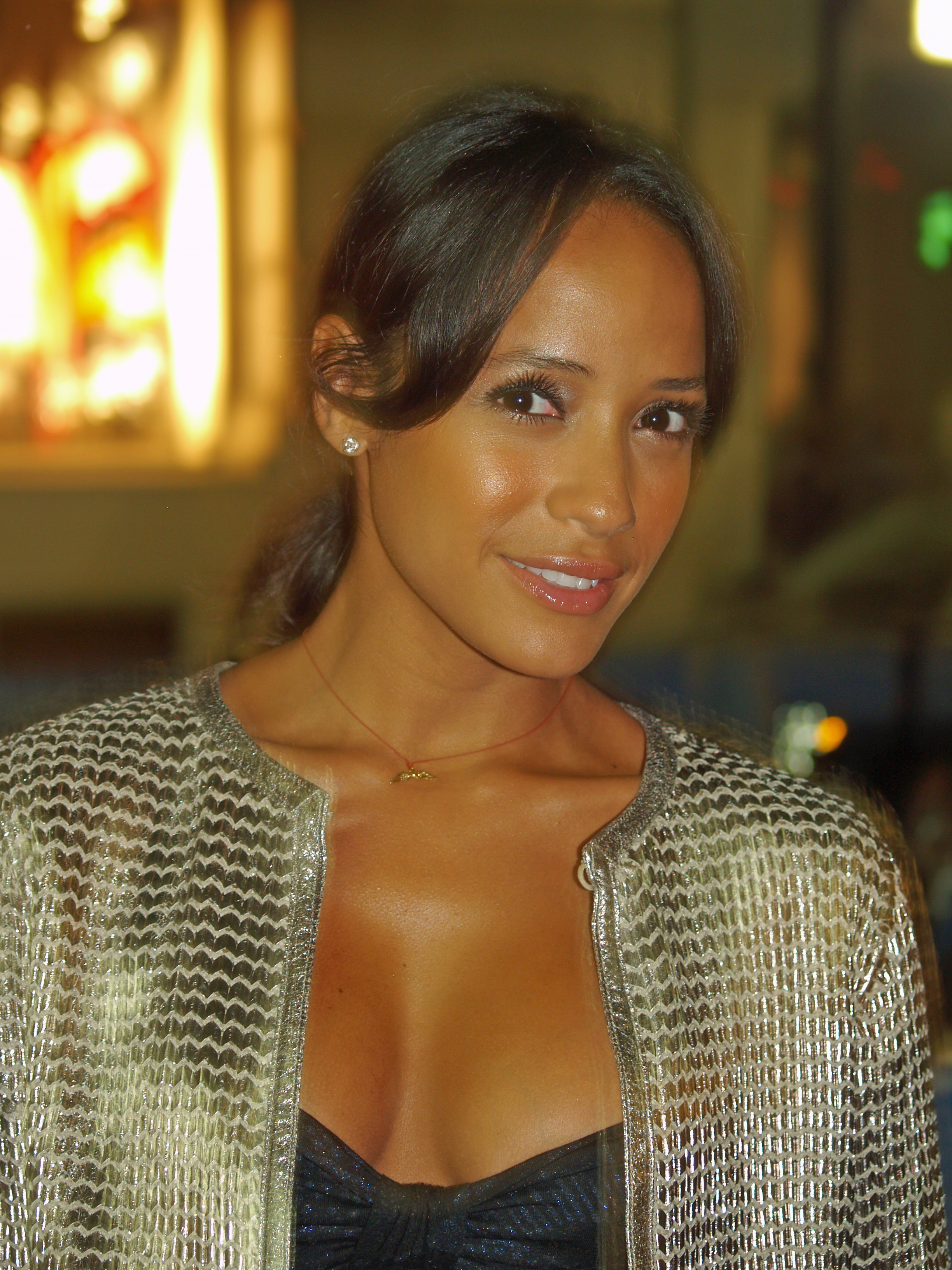
Dania Ramírez - Blanca Selgado

- Interprete: Emily Wickersham

### Blanca Selgado
- Interprete: Dania Ramírez

Fidanzata di AJ e suo primo vero amore, ha un figlio.

### Hernan O'Brien
- Interprete: Vincent Piazza

### Devin Pillsbury
- Interprete: Jessica Dunphy

Prima fidanzatina di AJ.

### Patrick Whalen
- Interprete: Paul Dano
- Appare negli episodi 45, 65

Amico di AJ.

### Jeremy Piocosta
- Interprete: Teddy Coluca

### Matt Testa
- Interprete: Cameron Boyd

## Relazioni di Christopher

### J.T. Dolan
- Interprete: Tim Daly
- Appare negli episodi 59, 68, 79, 82

Dolan è uno sceneggiatore tossicodipendente amico di Christopher.

### Tina Francesco
- Interprete: Vanessa Ferlito
- Appare negli episodi 31 e 54

Nella sua prima apparizione, compagna di "Mustang Sally": durante una lite col fidanzato, causa involontariamente, cercando di sfuggirgli, il massacro ai danni di Bryan Spatafore. In seguito riappare come amica di Adriana: le sue avances verso Christopher, proprio nell'imminenza del matrimonio dei due, fa imbufalire Adriana, che infatti la mette nei guai durante le sue conversazioni con l'FBI, denunciando alcuni suoi intrallazzi.

### Liz La Cerva
- Interprete: Patty McCormack
- Appare negli episodi 21, 46, 64, 74, 77

### Amy Safir
- Interprete: Alicia Witt

### Richie Santini
- Interprete: Nick Fowler

## Psicanalisti e medici vari

### Dr. Ba
- Interprete: CS Lee

### Dr. Bruce Cusamano
- Interprete: Robert Lupone.

Vicino di casa della famiglia Soprano.

### Dr. Ira Fried
- Interprete: Lewis J. Stadlen e John Pleshette

### Dr. John Kennedy
- Interprete: Sam McMurray

### Dr. Wendy Kobler
- Interprete: Linda Lavin

### Dr. Krakower
- Interprete: Sully Boyar

### Dr. Elliot Kupferberg
- Interprete: Peter Bogdanovich[4]
- Doppiatore: Dario De Grassi

Anziano psicologo amico della dottoressa Melfi.

### Dr. Lior Plepler
- Interprete: Ron Leibman

### Dr. Douglas Schreck
- Interprete: Matthew Sussman

### Dr. B Shah
- Interprete: Ismail Behty

### Dr. Richard Vogel
- Interprete: Michael Countryman

## Relazioni familiari e professionali della dott.ssa Melfi

### Jason LaPenna
- Interprete: Will McCormack

Figlio della dott. Melfi e di Richard LaPenna.

### Richard LaPenna
- Interprete: Richard Romanus

Ex marito della Melfi.